# Dick Cuthell
Richard 'Dick' Cuthell (Liverpool, 1949) is een Brits muzikant, componist, producer en arrangeur. Hij speelt meerdere instrumenten, maar voornamelijk trompet. Cuthell is bekend geworden van zijn samenwerkingen met de Jamaicaanse trombonist Rico Rodriguez en de (ska-)bands van het 2 Tone-label.

## Biografie
Cuthell speelde in de jaren 60 in diverse bands (o.a. de Washington Soul Band) en werkte in de jaren 70 bij Island Records als technicus en (later) producer. Door enige tijd op Jamaica te verblijven kwam hij in aanraking met ska en reggae; zo verleende hij zijn medewerking aan Exodus van Bob Marley en Garvey's Ghost, een van de vele Marcus Garvey-platen die Burning Spear heeft uitgebracht.
Samen met Rico Rodriguez vormde Cuthell tussen 1979 en 1981 de live-blazerssectie van The Specials en werkte ook met de spin-offs Fun Boy Three en Special AKA. Voor laatstgenoemde schreef hij de dubbelsingle Racist Friend/Bright Lights (voorganger van de wereldhit Free Nelson Mandela). 
Verder heeft Cuthell met Madness en de Eurythmics getoerd en verleende hij zijn medewerking aan platen van Linton Kwesi Johnson, XTC, The Pogues en The Boothill Foot Tappers. 
In 1988 werd Cuthell gevraagd voor de gelegenheidsband die de failliete Specials-/2 Tone-baas Jerry Dammers had opgezet voor het concert ter gelegenheid van Nelson Mandela's 70e verjaardag. Daarna trok hij zich (min of meer) terug uit de muziekwereld en werd hij taxichauffeur. Maar het bloed kroop waar het niet gaan kon; hij nam in 2004 een cd op met Playgroup en ging gastoptredens verzorgen bij de band van Rico Rodriguez die in 2015 kwam te overlijden. 